# Гонконзький метрополітен
Гонконзький метрополітен (кит.: 港鐵, кант. gong2 tit3; англ. Mass Transit Railway, МФА: [mæs tɹæn.zɪt ɹeɪlweɪ], скор. MTR) — мережа ліній метрополітену в Гонконзі (Китай). Станом на початок 2018 року нараховує приблизно 222 км шляхів і 171 станцію, включаючи 68 станцій швидкісного трамваю. З 2000 року Гонконгівським метрополітеном управляє компанія MTR Corporation. До цього MTRC (MTR Corporation) повністю була підпорядкована уряду Гонконгу. Станом на першу половину 2009 року, частка MTR на ринку пасажирських перевезень становить 42 %, що зробило його найпопулярнішим видом транспорту в Гонконзі. На всіх лініях, крім автоматизованої Діснейленд, поїзди управляються машиністом.

## Історія

Схема Гонконзького метрополітену станом на 1980 рік

Планування метрополітену в Гонконзі розпочалося в кінці 1960-х років, проте рішення про будівництво владою Гонконга було прийнято лише в 1972 році, а саме будівництво - лише в 1975 році. Перша ділянка метро відкрилася у листопаді 1979 року - поїзди курсували від станції Shek kip Mei (в центральній частині району Коулун) до Kwun Tong (в східній частині). Наступного року було відкрито тунель під бухтою "Вікторія" і лінію було продовжено до станції "Сентрал", що на острові Гонконг. 1982 року була відкрита друга лінія метрополітену, що будувалася у західному напрямку Коулун, а в 1985 розпочала роботу острівна лінія (Island line). В 1980-х було також розширено залізницю, що зв'язувала Гонконг з материковим Китаєм, завдяки чому повстала Східна лінія (East line). Тепер кінцева станція Lo Wu цієї лінії є пересадковою зі станцією Luohu Шеньчженьського метрополітену, на пересадоковому вузлі обладнано паспортний контроль. 
В період між 1998 і 2005 роком було збудовано ще 6 ліній метрополітену, серед яких лінія Airport Express, що зв'язує місто з аеропортом, а також лінію швидкісного трамваю на заході міста. Станом на 2012 рік пасажиропотік досяг 3 944 631 чол. на день (1 443 735 000 - за рік). За цим показником Гонконзький метрополітен посідає 4-е місце в Китаї (після Пекінського, Шанхайського і Гуанчжоу) і 10-е у світі. Вартість проїзду залежить від відстані і станом на 2013 рік становить від 3,50 до 51 HK$ (~ 0,45–6,5 US$).

## Мережа
| Лінія                      | Лінія              | Відкрита           | Останнє розширення | Termini            | Termini            | Довжина (км)       | Станцій            | Час в дорозі (хв)  | Депо                 | Ширина колії       | Напруга            |
| MTR Train services         | MTR Train services | MTR Train services | MTR Train services | MTR Train services | MTR Train services | MTR Train services | MTR Train services | MTR Train services | MTR Train services   | MTR Train services | MTR Train services |
| -------------------------- | ------------------ | ------------------ | ------------------ | ------------------ | ------------------ | ------------------ | ------------------ | ------------------ | -------------------- | ------------------ | ------------------ |
| Східна лінія               |                    | 1910               | 2007               | Hung Hom           | Lo Wu              | 41.1               | 14                 | 42                 | Ho Tung Lau Depot    | 1435 mm            | AC 25000 V         |
| Східна лінія               | Lok Ma Chau        | 1910               | 2007               | Hung Hom           | 45                 | 41.1               | 14                 |                    | Ho Tung Lau Depot    | 1435 mm            | AC 25000 V         |
| Tong Line                  |                    | 1979               | 2016               | Whampoa            | Tiu Keng Leng      | 13.8               | 17                 | 35                 | Kowloon Bay Depot    | 1432 mm            | DC 1500 V          |
| Tsuen Wan                  |                    | 1982               | 1982               | Central            | Tsuen Wan          | 16                 | 16                 | 30                 | Tsuen Wan Depot      | 1432 mm            | DC 1500 V          |
| Острівна лінія             |                    | 1985               | 2014               | Kennedy Town       | Chai Wan           | 16.3               | 17                 | 34                 | Chai Wan Depot       | 1432 mm            | DC 1500 V          |
| Tung Chung                 |                    | 1998               | 2005               | Hong Kong          | Tung Chung         | 31.1               | 8                  | 26                 | Siu Ho Wan Depot     | 1432 mm            | DC 1500 V          |
| Tseung Kwan O              |                    | 2002               | 2009               | North Point        | Po Lam             | 11.9               | 8                  | 15                 | Tseung Kwan O Депо   | 1432 mm            | DC 1500 V          |
| Tseung Kwan O              | LOHAS Park         | 2002               | 2009               | North Point        | 20                 | 11.9               | 8                  |                    | Tseung Kwan O Депо   | 1432 mm            | DC 1500 V          |
| Західна лінія              |                    | 2003               | 2009               | Hung Hom           | Tuen Mun           | 35.4               | 12                 | 37                 | Pat Heung Depot      | 1435 mm            | AC 25000 V         |
| Ma On Shan                 |                    | 2004               | 2004               | Wu Kai Sha         | Tai Wai            | 11.4               | 9                  | 16                 | Tai Wai Depot        | 1435 mm            | AC 25000 V         |
| Disneyland Resort          |                    | 2005               | 2005               | Sunny Bay          | Disneyland Resort  | 3.3                | 2                  | 4.5                | Siu Ho Wan Depot     | 1432 mm            | DC 1500 V          |
| South Island               |                    | 2016               | 2016               | Admiralty          | South Horizons     | 7.4                | 5                  | 11                 | Wong Chuk Hang Depot | 1435 mm            | DC 1500 V          |
| Light rail services        |                    |                    |                    |                    |                    |                    |                    |                    |                      |                    |                    |
| Легке метро (12 маршрутів) |                    | 1988               | 2003               | Varies             | Varies             | 36.2               | 68                 | Varies             | Tuen Mun Depot       | 1435 mm            | DC 750 V           |
| Airport services           |                    |                    |                    |                    |                    |                    |                    |                    |                      |                    |                    |
| Airport Express            |                    | 1998               | 2005               | Hong Kong          | AsiaWorld-Expo     | 35.2               | 5                  | 29                 | Siu Ho Wan Depot     | 1432 mm            | DC 1500 V          |

## Галерея

поїзди
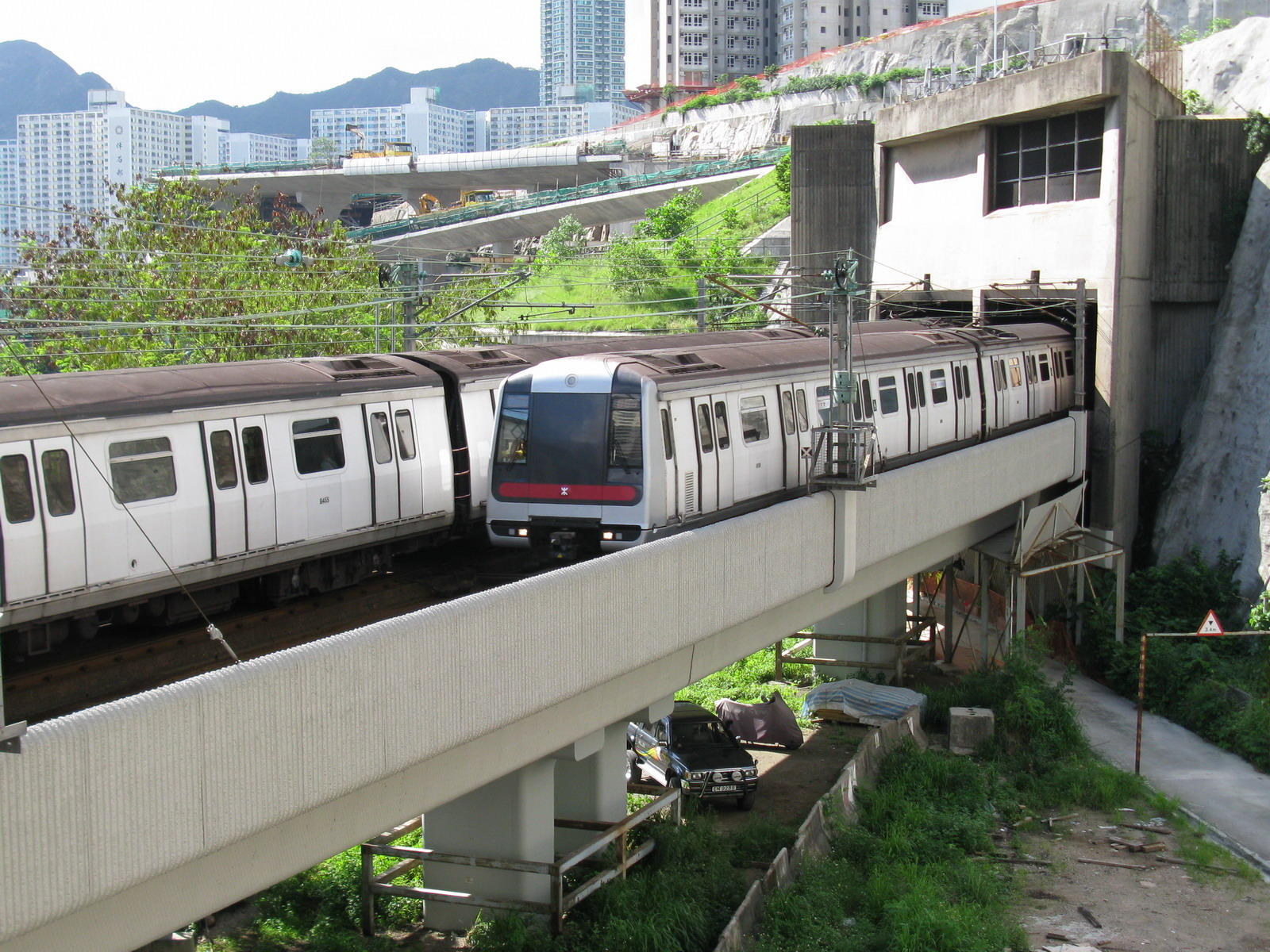
Поїзди M-Trains (лінія Kwun Tong)
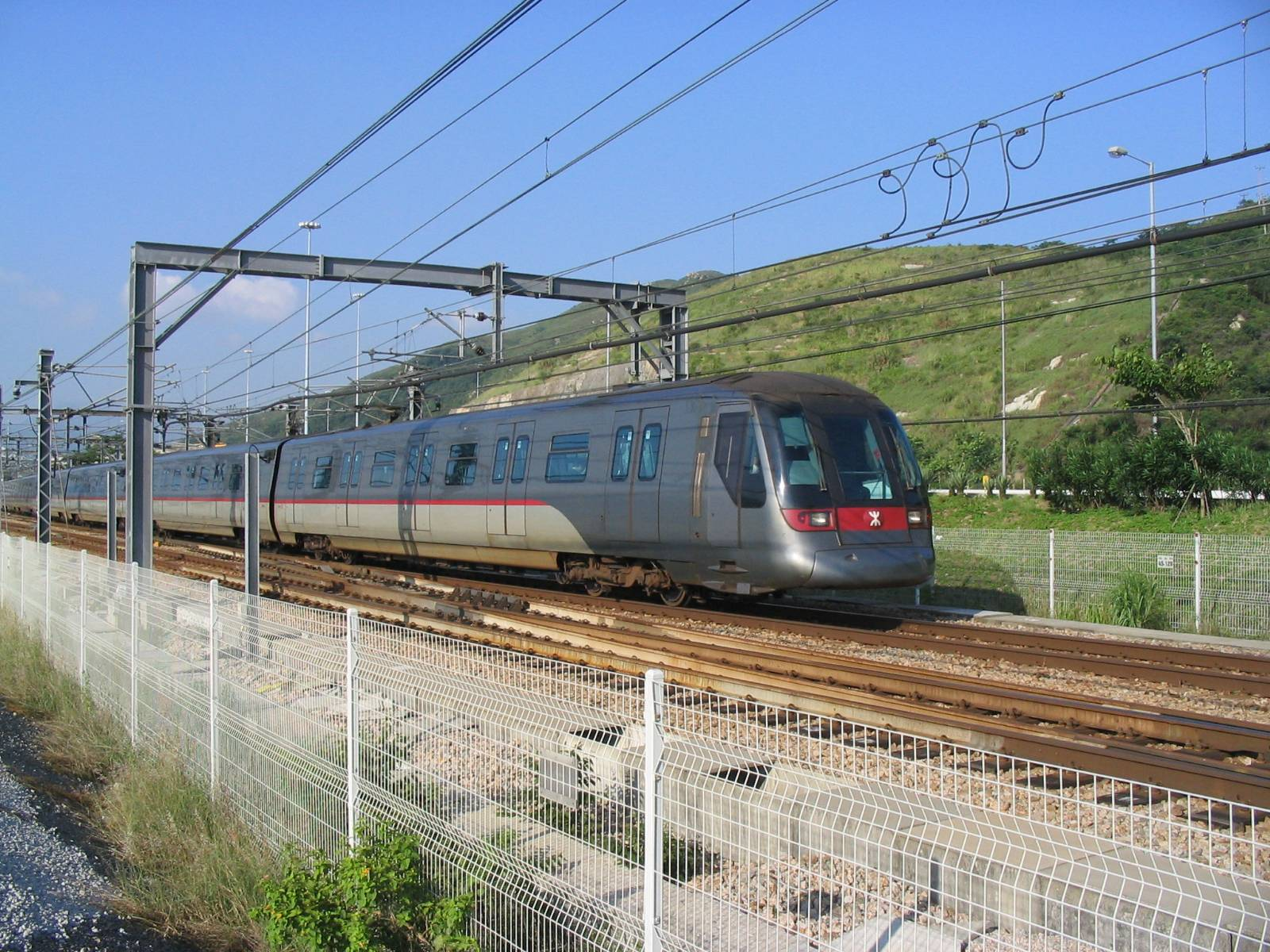
поїзд A-Stock train (лінія Tung Chung)
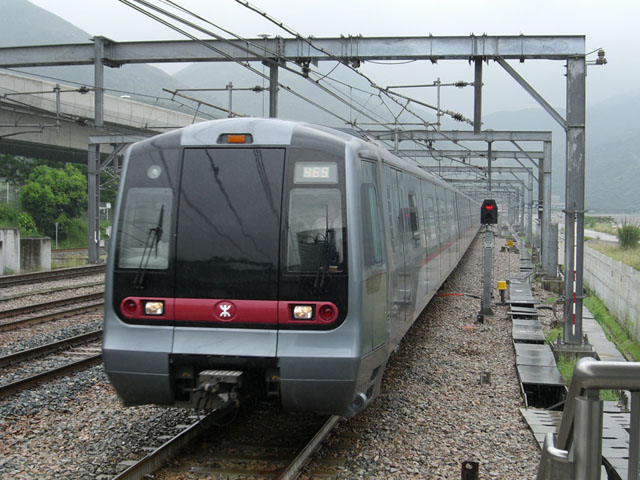
поїзди K-Stock (лінія Tung Chung)
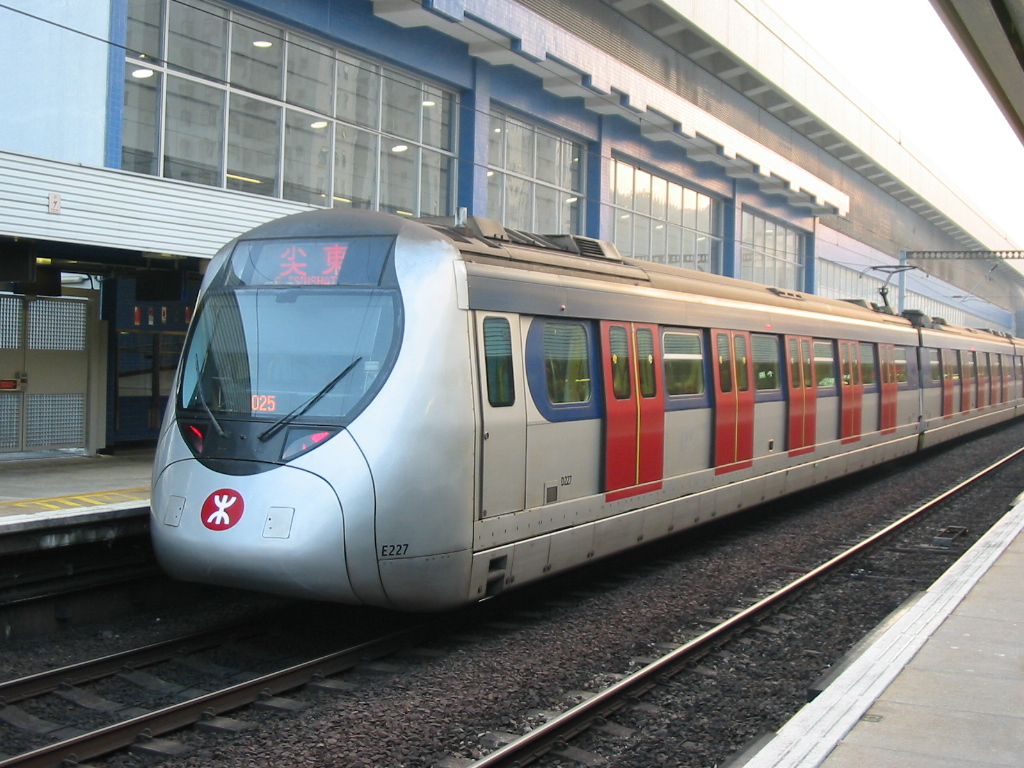
поїзд SP1900 EMU (Східна лінія)
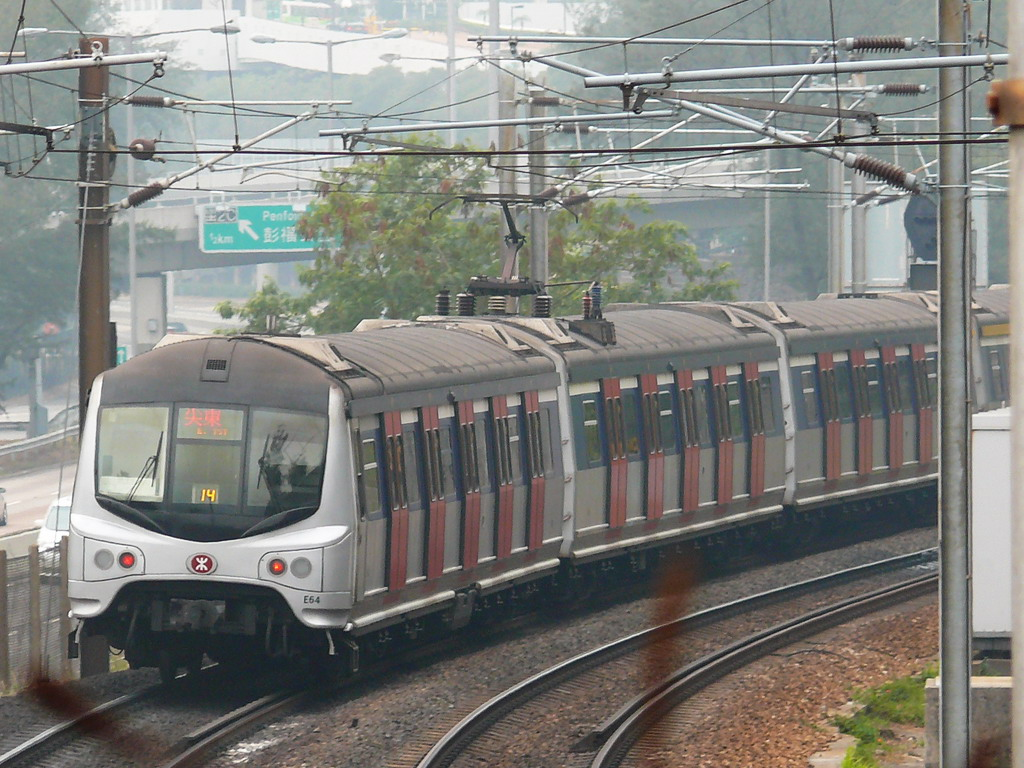
поїзд MLR (Східна лінія)
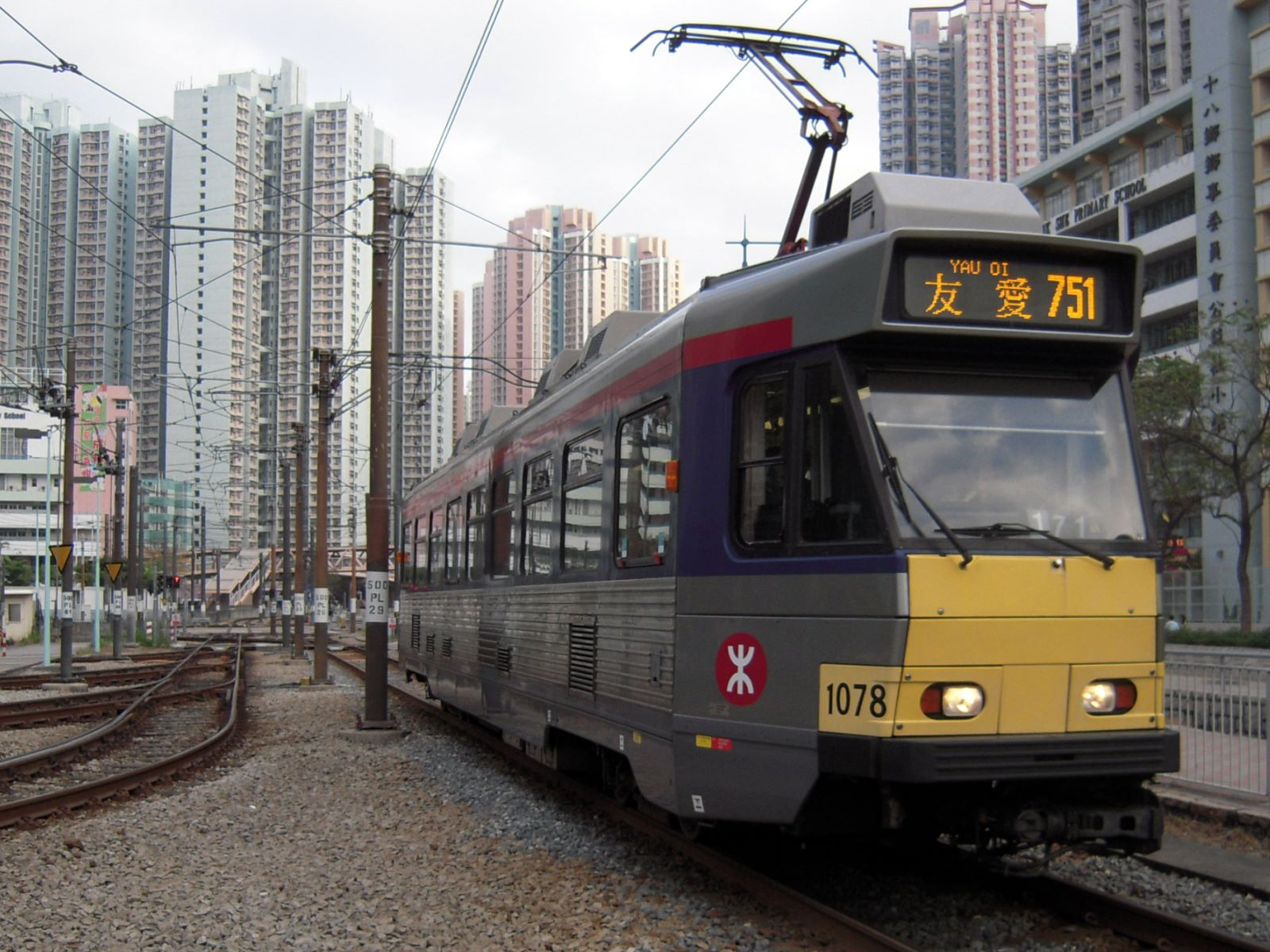
легкий метрополітен
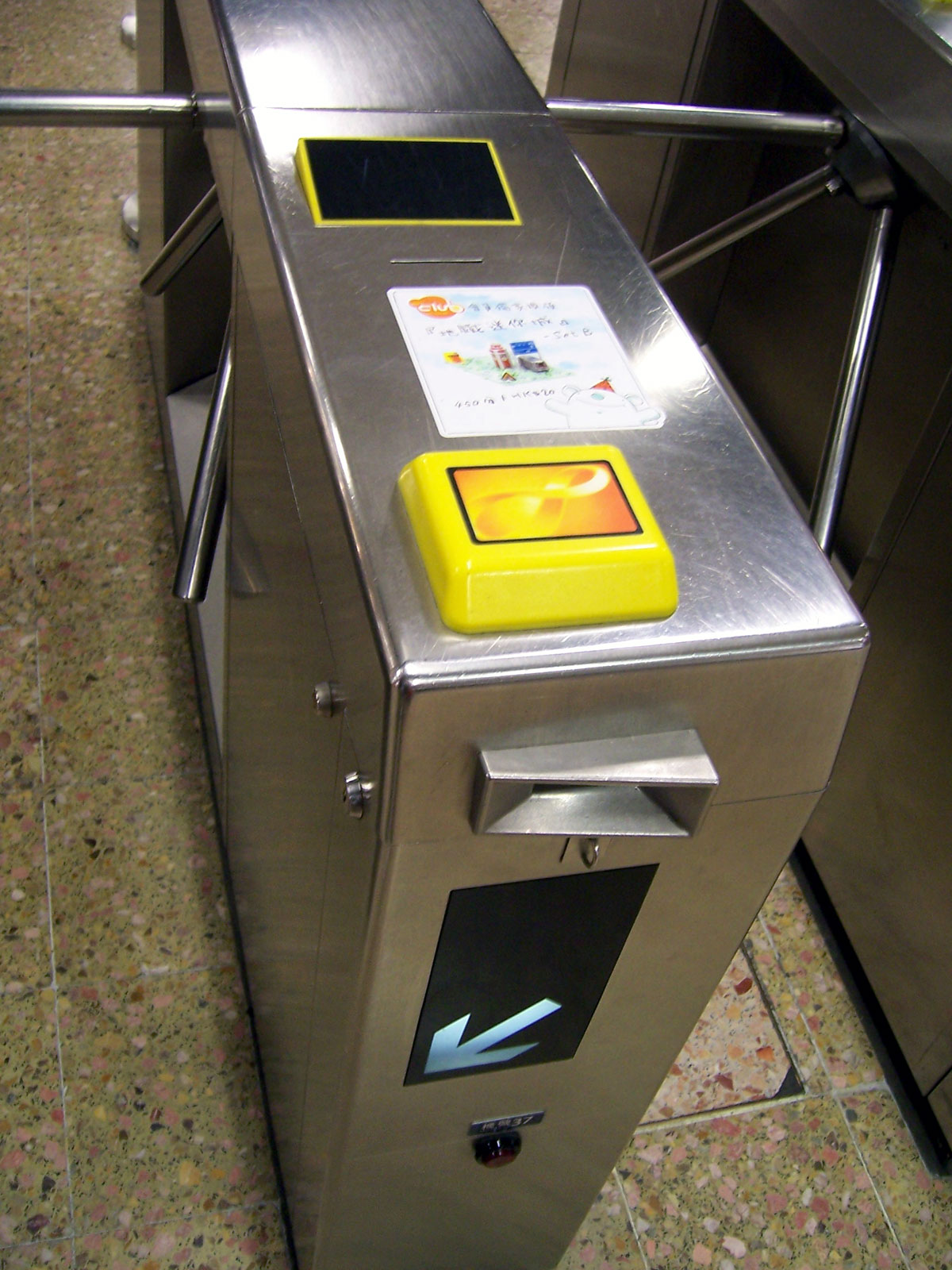
Турнікет із пристроєм для зчитування карти Octopus
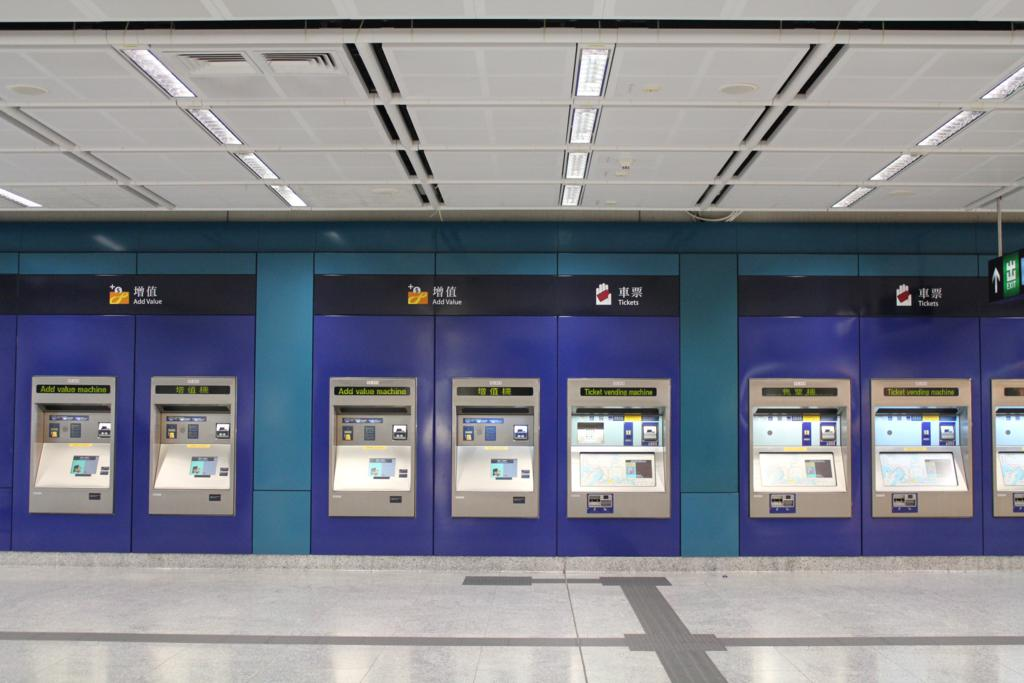
Автомати з продажу квитків